# 岡田藤吉
岡田 藤吉（おかだ とうきち、1864年（元治元年9月 - 没年不明）は、日本の実業家。百五銀行常務取締役、河芸銀行取締役。

## 来歴
三重県人青木惣右衞門の弟として、1864年（元治元年9月）に生れる、のち、先代セキの養子となり、1899年（明治32年）に家督を相続する。
実業家としては、百五銀行常務取締役、河芸銀行取締役、相互商事監査役等を務めた。

## 家族
長男：才一（日本銀行理事）
次男：完二郎
三男：達三郎（妻は下出民義の次女・磯子）